# کانادا در المپیک تابستانی ۲۰۰۴
کانادا در بازی‌های المپیک تابستانی ۲۰۰۴ که در شهر آتن برگزار شد، کاروان کانادا با ۲۶۳ ورزشکار در این رقابت‌ها شرکت کرد و موفق به کسب ۱۲ مدال (۳ طلا، ۶ نقره، ۳ برنز) شد. در جدول رتبه‌بندی توزیع مدال‌ها، کانادا در ردهٔ ۲۱ مسابقات قرار گرفت.